# Pavetta wightii
Pavetta wightii är en måreväxtart som beskrevs av Joseph Dalton Hooker. Pavetta wightii ingår i släktet Pavetta och familjen måreväxter. Inga underarter finns listade i Catalogue of Life.